# Love It
Love It ist das siebte Studioalbum der japanischen Sängerin Kana Nishino. Das Album wurde am 15. November 2017 in Japan veröffentlicht und debütierte in der ersten Woche auf Platz 2 mit 79.834 verkauften Einheiten in den Oricon-Charts.

## Details zum Album
Neben der regulären CD-Version (Katalognummer: SECL-2237) wurde eine CD/DVD-Version (Katalognummer: SECL-2235/6) veröffentlicht, die die Musikvideos zu Dear Bride, Pa, Girls, Te wo Tsunagu Riyū und ein Live-Video zu Torisetsu enthält. Das Live-Video ist ein Ausschnitt aus ihrem Tokyo-Dome-Konzert 2017, bei dem auch die Vorbereitungen zum Auftritt gezeigt wird.
Zu den jeweiligen Versionen, existiert jeweils ein eigenes Cover, bei denen Kana ihre Hände an ihr Gesicht fässt und Ringe an ihren Fingern trägt, auf denen der Album-Titel je Buchstabe auf einen Finger beschriftet sind.
Das Studioalbum wurde erstmals auf ihrem ersten Konzert ihrer Kana Nishino Dome Tour 2017 Many Thanks-Tournee im Osaka Dome, Osaka, am Samstag, den 26. August 2017, zusammen mit ihrer 32. Single Te wo Tsunagu Riyū vor 35.000 Menschen angekündigt.

## Titelliste

### CD
| #   | Titel                                  | Übersetzung                  | Länge |
| --- | -------------------------------------- | ---------------------------- | ----- |
| 1.  | „Prologue“: Humming                    | „Prolog“: Summen             | 1:44  |
| 2.  | Pa パッ                                | Pa                           | 4:27  |
| 3.  | We’re the Miracles                     | Wir sind die Wunder          | 4:05  |
| 4.  | Girls                                  | Mädels                       | 4:18  |
| 5.  | Happy Time                             | Glückliche Zeit              | 4:31  |
| 6.  | Best Friends Forever                   | Beste Freunde für immer      | 3:24  |
| 7.  | Dear Bride                             | Liebe Braut                  | 5:32  |
| 8.  | Kimi ga Suki (Rearrange Ver.) 君が好き | Ich mag dich                 | 4:04  |
| 9.  | Liar                                   | Lügner                       | 4:14  |
| 10. | Meow                                   | Miau                         | 2:54  |
| 11. | Sumaho スマホ                          | Smartphone                   | 3:23  |
| 12. | One More Time                          | Ein weiteres Mal             | 4:26  |
| 13. | Te wo Tsunagu Riyū 手をつなぐ理由      | Grund für das Händchenhalten | 4:15  |
| 14. | Love                                   | Liebe                        | 3:49  |
| 15. | „Epilogue“: Love It                    | „Epilog“: Liebe es           | 1:25  |

### DVD
| #  | Titel              | Anmerkung                                                     |
| -- | ------------------ | ------------------------------------------------------------- |
| 1. | Dear Bride         | Video Clip                                                    |
| 2. | Pa                 | Video Clip                                                    |
| 3. | Girls              | Video Clip                                                    |
| 4. | Te wo Tsunagu Riyū | Video Clip                                                    |
| 5. | Torisetsu          | Dome Tour 2017 „Many Thanks“ Live & Rehearsal Special Edition |

## Verkaufszahlen und Charts-Platzierungen
Während sich das Studioalbum in der ersten Woche im CD-Format 79.834-mal verkaufen konnte und Platz 2 erlangte, erreichte es in den digitalen Charts die Höchstplatzierung mit 5.667 legalen Downloads. Es ist ihr erstes Studioalbum seit ihrem Debütalbum Love One., das sich weniger als 100.000-mal in der ersten Verkaufswoche absetzen konnte. Die Höchstplatzierung in den CD-bezogenen Oricon-Charts, erlangte Namie Amuro mit Finally, die zuvor ihren Ruhestand für September 2018 verkündete, mit 321.956 verkauften Einheiten in der Verkaufsstartwoche von Love It. In der zweiten Woche rutschte Love It auf den sechsten Platz und erst ab der dritten Woche, in der sie den siebten Platz belegte, konnte sie insgesamt mehr als 100.000 verkaufte Platten absetzen.
In Südkorea debütierte sie auf Platz 11 der wöchentlichen Gaon-Übersee-Album-Charts (Charts für internationale Veröffentlichungen, abgegrenzt von den populär inländischen Veröffentlichungen). Für die folgende Woche erreichte sie mit dem Album den 68. Platz und damit war sie für insgesamt zwei Wochen in den südkoreanischen Charts, was jedoch gewöhnlich bei japanischen Künstlern, die in Südkorea Musik veröffentlichen, ist. In den monatlichen Gaon-Übersee-Album-Charts für November 2017 platzierte sich das Album auf Rang 61 und verkaufte sich hierbei bloß 113-mal.

### Charts
| Charts                                                          | Positionen |
| --------------------------------------------------------------- | ---------- |
| Tägliche Oricon Album-Charts                                    | 2          |
| Wöchentliche Oricon Album-Charts                                | 2          |
| Monatliche Oricon-Album-Charts (November 2017)                  | 3          |
| Jährliche Oricon Album-Charts (2017)                            | 37         |
| Wöchentliche Oricon Digital-Album-Charts                        | 1          |
| Jährliche Oricon Digital-Album-Charts (2017)                    | 45         |
| Billboard Japan Hot Albums                                      | 2          |
| Billboard Japan Top Album Sales                                 | 2          |
| Billboard Japan Download Albums                                 | 1          |
| Wöchentliche Gaon-Übersee-Album-Charts (Südkorea)               | 11         |
| Monatliche Gaon-Übersee-Album-Charts (November 2017 – Südkorea) | 61         |

### Verkäufe
| Charts                                                              | Zeitraum     | Verkaufszahlen | Chartsaufenthalt |
| ------------------------------------------------------------------- | ------------ | -------------- | ---------------- |
| Oricon Album-Charts Zählt Verkäufe von physischen Tonträgern        | Erster Tag   | 38.016         | 36 Wochen        |
| Oricon Album-Charts Zählt Verkäufe von physischen Tonträgern        | Erste Woche  | 79.834         | 36 Wochen        |
| Oricon Album-Charts Zählt Verkäufe von physischen Tonträgern        | Erster Monat | 107.622        | 36 Wochen        |
| Oricon Album-Charts Zählt Verkäufe von physischen Tonträgern        | 2017         | 113.770        | 36 Wochen        |
| Oricon Album-Charts Zählt Verkäufe von physischen Tonträgern        | Insgesamt    | 142.438        | 36 Wochen        |
| Charts                                                              | Erste Woche  | Insgesamt      | Chartsaufenthalt |
| Oricon Digital-Album-Charts Zählt Verkäufe von digitalen Tonträgern | 5.667        | 9.986          | Vier Wochen      |
| Gaon-Album-Charts Zählt Verkäufe von physischen Tonträgern          | Keine Angabe | 113            | Zwei Wochen      |
| Gesamtverkäufe                                                      | 152.537      | 152.537        | 152.537          |